# 代莫雷
代莫雷（法語：Démoret）是瑞士联邦西部法语区的沃州下设的一个镇。在行政上属于沃州北汝拉区管辖。代莫雷的总面积为4.27平方公里。截至2010年底，总人口为128。